# Insula Halul
Insula Halul (în arabă جَزِيرَة حَالُول, transliterat: Jazīrat Ḫālūl) este una dintre cele mai importante insule aparținând Statului Qatar. Situată la 90 km (56 mi) nord-est de Doha, insula servește ca zonă de depozitare și terminal de încărcare pentru petrolul din câmpurile offshore din jur. Una dintre principalele baze ale Marinei Qatarului este situată în Halul. Securitatea coastelor și a frontierelor are, de asemenea, o bază de operațiuni pe insulă.
A fost frecventată de bărcile pescarilor de perle la începutul anilor 1900.

## Istoric
James Ashley Maude a documentat prima descoperire cunoscută a insulei în iulie 1817, referindu-se la ea ca „Insula Hawlool”. El a scris:

Direcția nord-est a Insulei Sherarou în latitudine 25°41′N. longitudine per cromometru 52°23′E. purtând distanța N. N. W. 10 mile, apare ridicată în centru scăzând treptat la fiecare extremitate; fără copaci și fără apariția vegetației; apa se închide prea adânc.

Maude notează, de asemenea, apropierea insulei de paturi extinse de perle.
În 1823, prima hartă a insulei a fost produsă de căpitanul George Barnes Brucks. În memoriul lui Brucks, publicat postum în 1856, el a oferit o scurtă relatare a insulei, precum și a poziției sale geografice. El a scris că insula este înaltă și a remarcat prezența fântânilor. Nu se știe dacă aceste puțuri au fost executate natural, cum ar fi dolinele, sau construite de pescari. El remarcă, de asemenea, altitudinea ridicată a insulei și susține că a fost cunoscută anterior sub numele de Insula Mai.

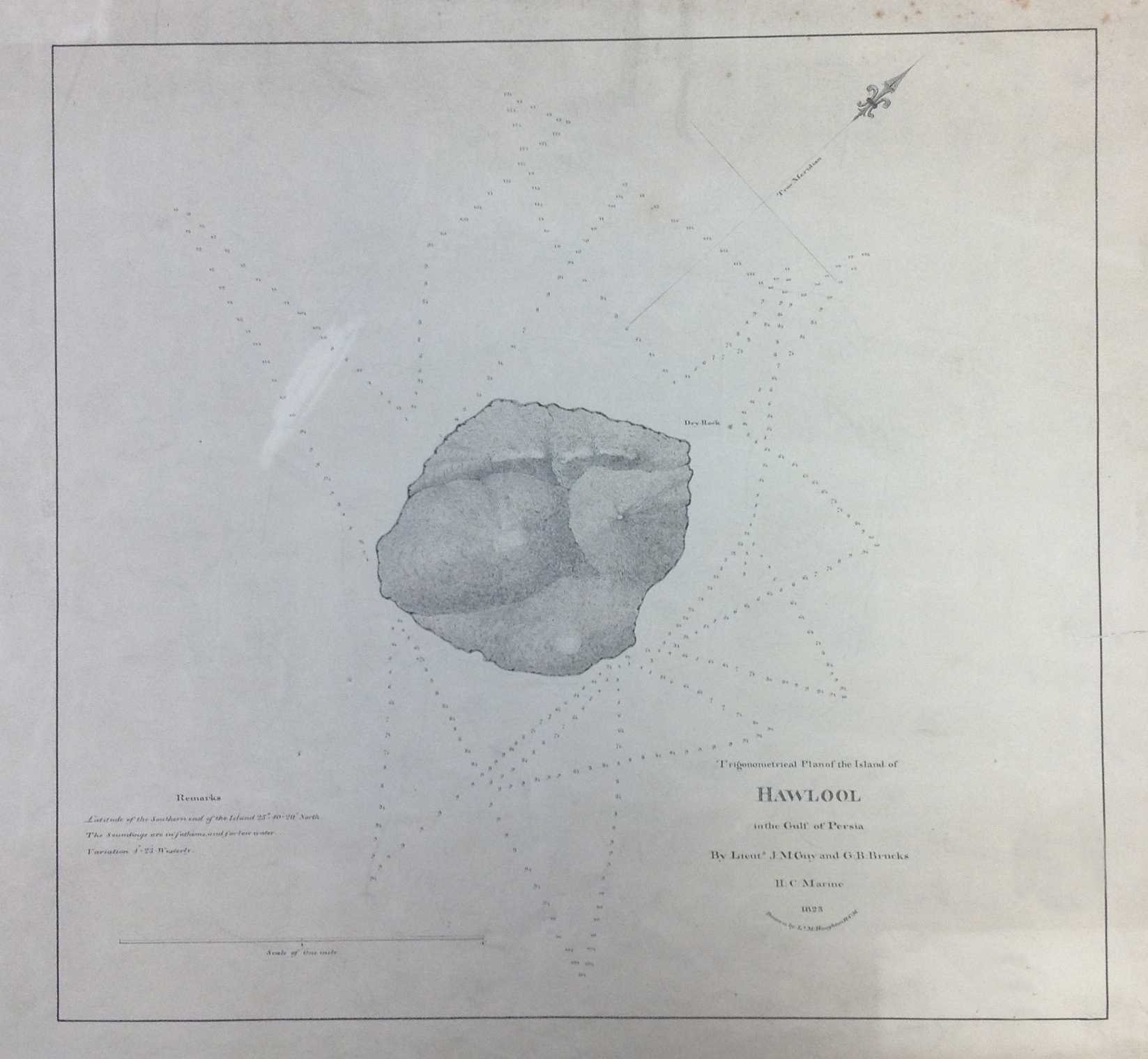
„Planul trigonometric al insulei Hawlool din Golful Persiei” de G.B. Brucks (1823)

Hidrograful scoțian James Horsburgh a scris o descriere a insulei în ghidul său din 1855 The India Directory. Relatarea sa nu se deosebea prea mult de descrierea anterioară făcută de Maude în 1817.

## Geografie
Insula se află la 72 de mile sud-est de Ras Rakan, și la aproximativ 50 de mile nord-est de capitala Doha.  Are o lungime de aproximativ 1 milă. Terenul este deluros, iar cel mai înalt vârf al său este de 202 metri. Insula este vizibilă de la o distanță de aproximativ 15 mile și există un recif în jurul ei care se întinde până la 0,2 mile în larg. Insula conține cea mai estică masă de uscat a Qatarului. Cu o distanță de puțin peste 80 de kilometri de cel mai apropiat punct al Qatarului continental, care este Ra's Abū Qarn pe coasta de nord-est și în municipalitatea Al Khor, este, de asemenea, cea mai îndepărtată insulă a țării. Insula este expusă la vânturile shamal. Situată la 45 de mile nord-est de ea este insula stâncoasă și superficială Shah Allum Shoal.

### Geologie
Cea mai mare parte a suprafeței insulei se află pe straturile paleozoice. Formarea perioadei Hormuz este stratul de suprafață predominant. Este unul dintre cele două teritorii ale Qatarului care se află pe o suprafață paleozoică. Oxiziil de fier cum ar fi hematitul și ocrul se găsesc pe insulă, dar au fost lăsate neexploatate din cauza costurilor ridicate de extracție și transport.

## Galerie

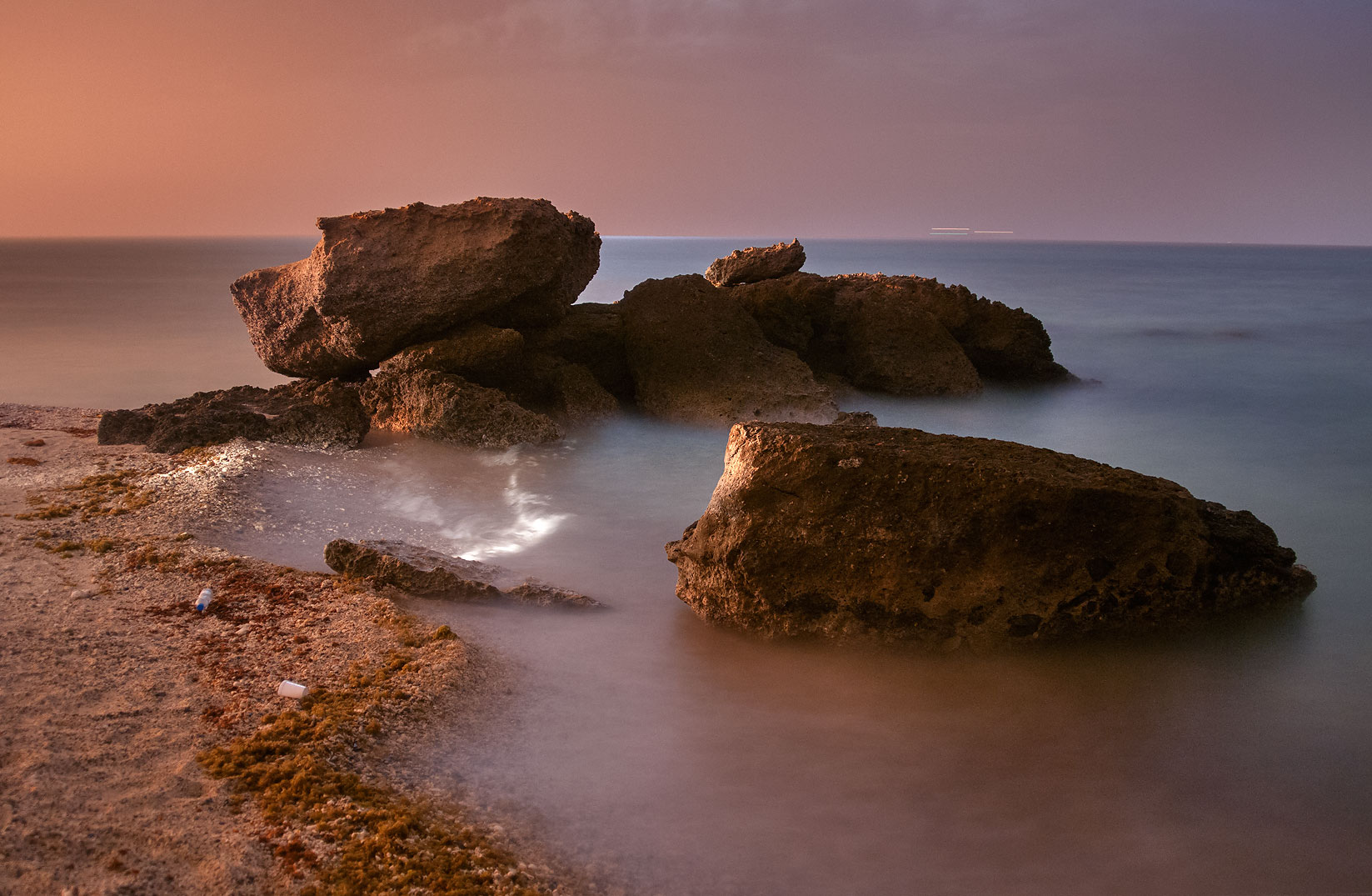
Roci pe mare iluminate de exploziile de gaz ale rafinăriilor de petrol
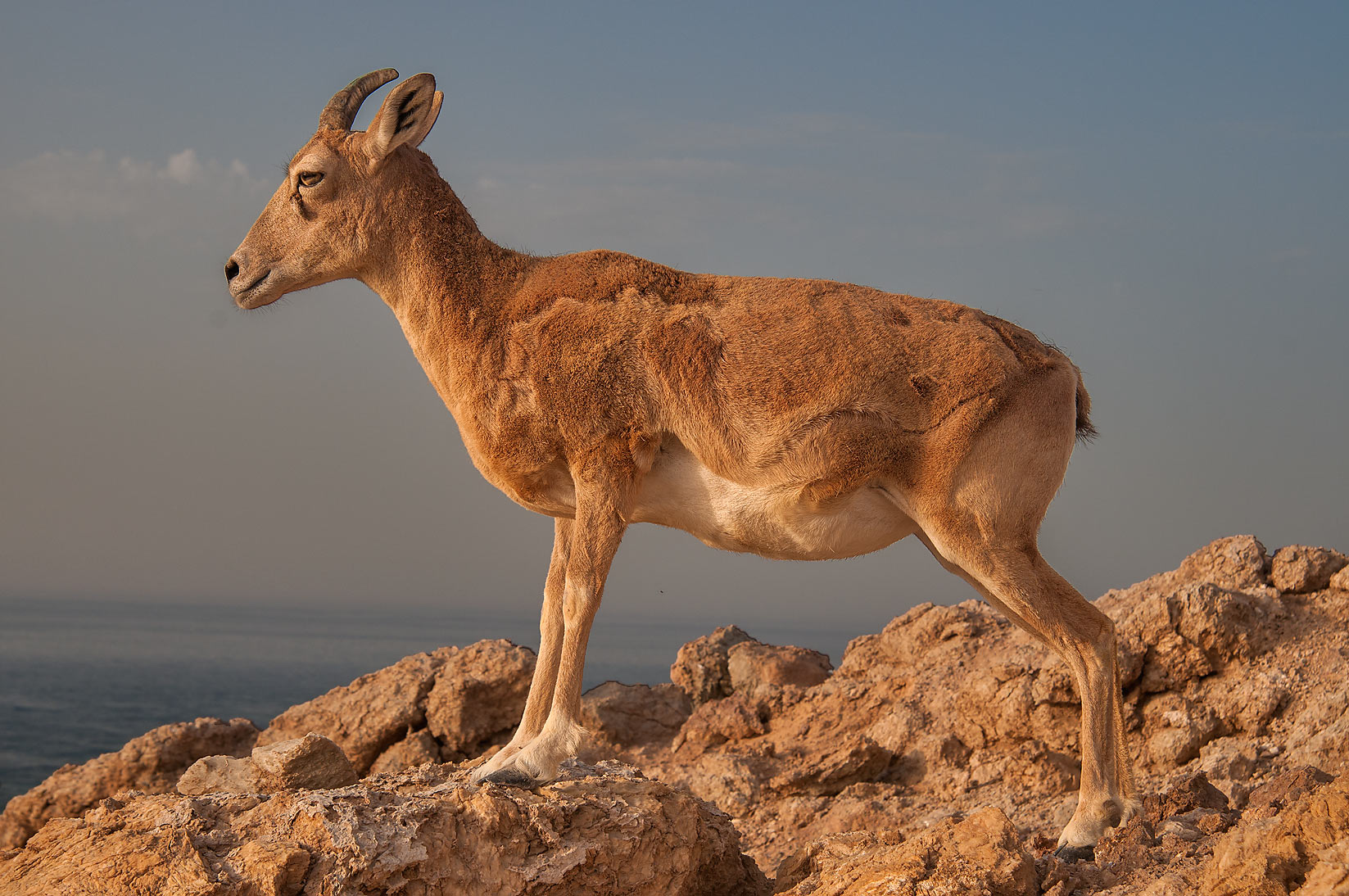
O capră de munte în extremitatea nordică a insulei Halul
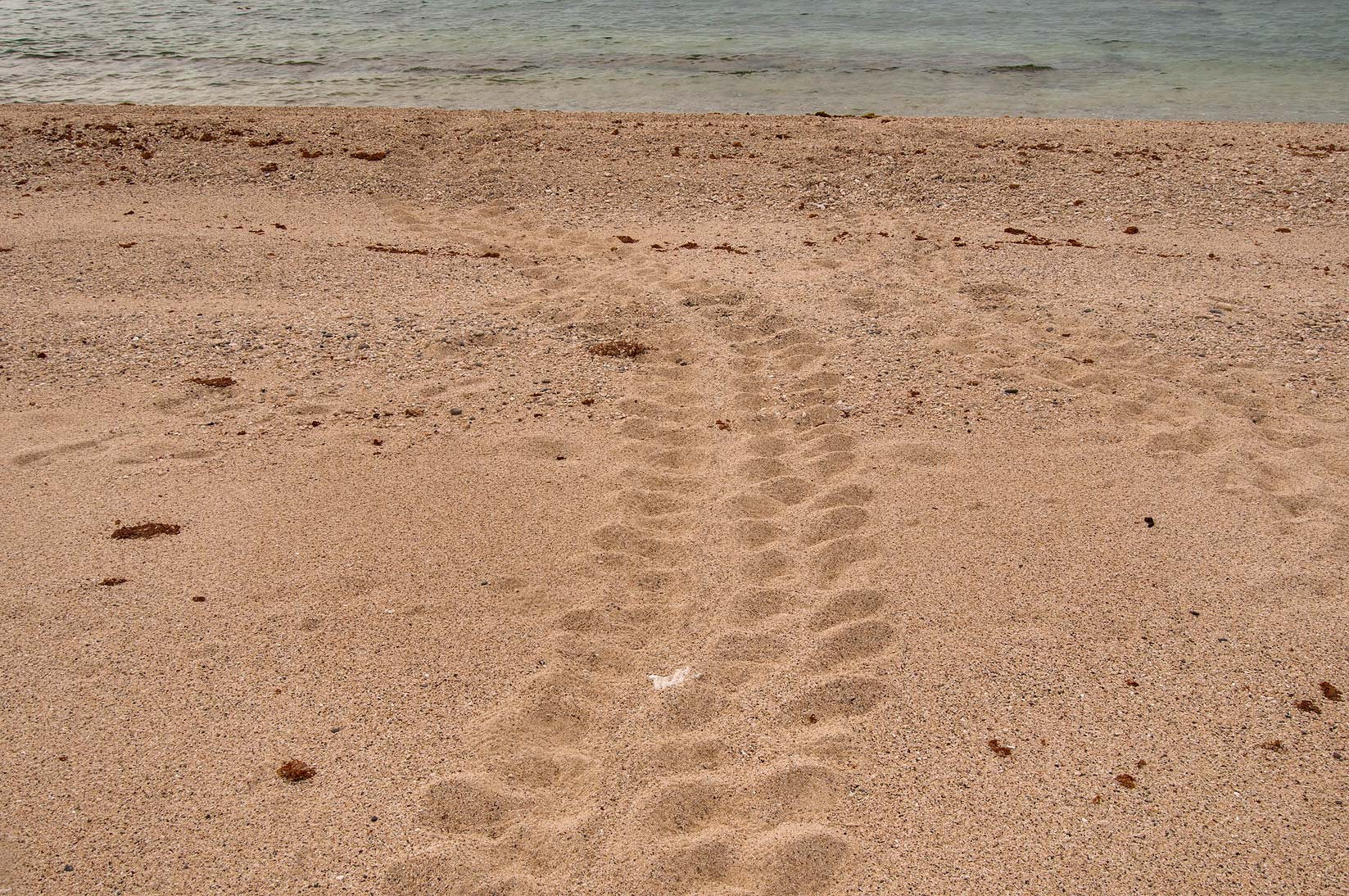
Urme de broaște țestoase în partea de vest a Insulei Halul